# Triacanthodes indicus
Triacanthodes indicus är en fiskart som beskrevs av Keiichi Matsuura 1982. Triacanthodes indicus ingår i släktet Triacanthodes och familjen Triacanthodidae. Inga underarter finns listade i Catalogue of Life.